# Frederiksberg Kommunalforening
Frederiksberg Kommunalforening er en faglig organisation for ansatte i Frederiksberg Kommune. Foreningen, som i daglig tale kaldes FKF, blev stiftet den 27. november 1908, og foreningens formål er blandt andet at varetage medlemmernes interesser i relation til løn- og ansættelsesvilkår.
FKF er en partipolitisk neutral organisation, og den er tilsluttet Fagbevægelsens Hovedorganisation (FH).
FKF holder til i foreningens egne lokaler på 5. sal på Frederiksberg Rådhus. Lokalerne var en gave fra Frederiksberg Kommune i anledning foreningens 60 års jubilæum i 1968.